# アッタロス (将軍)
アッタロス（ギリシャ語: Άτταλος, ラテン文字転写: Attalos、紀元前390年 - 紀元前336年）は、古代マケドニア王ピリッポス2世に仕えたマケドニアの貴族・将軍で、ピリッポス2世の7番目の妻クレオパトラ・エウリュディケの叔父である。